# F-35 Lightning II
F-35 Lightning II este un avion de vânătoare monoloc, multirol, cu tehnologie stealth, un singur motor, conceput atât pentru misiuni de superioritate aeriană, cât și de asalt. Printre capabilitățile sale se numără și recunoaștere aeriană, bombardare strategică, supraveghere militară și război electronic. A fost proiectat de Lockheed Martin în parteneriat cu Northrop Grumman și BAE Systems în cadrul programului Joint Strike Fighter, Lockheed Martin câștigând cu prototipul X-35⁠(d) în competiția sa cu Boeing X-32⁠(d). Dezvoltarea aeronavei a fost fondată, în mare parte, de Statele Unite ale Americii, cu fonduri adiționale din partea aliaților SUA: Regatul Unit, Canada, Australia, Italia, Norvegia, Danemarca, Țările de Jos și Turcia. F-35 a avut zborul inaugural la data de 15 decembrie 2006, urmând ca mai apoi să intre în serviciu pe 31 iulie 2015 în Infanteria Marină a SUA (F-35B), 2 august 2016 în Forțele Aeriene ale SUA (F-35A) și 28 februarie 2019 în Forțele Navale ale SUA (F-35C). Livrările de F-35 pentru Forțele Armate ale SUA sunt programate să se deruleze până în 2037. 

## Variante

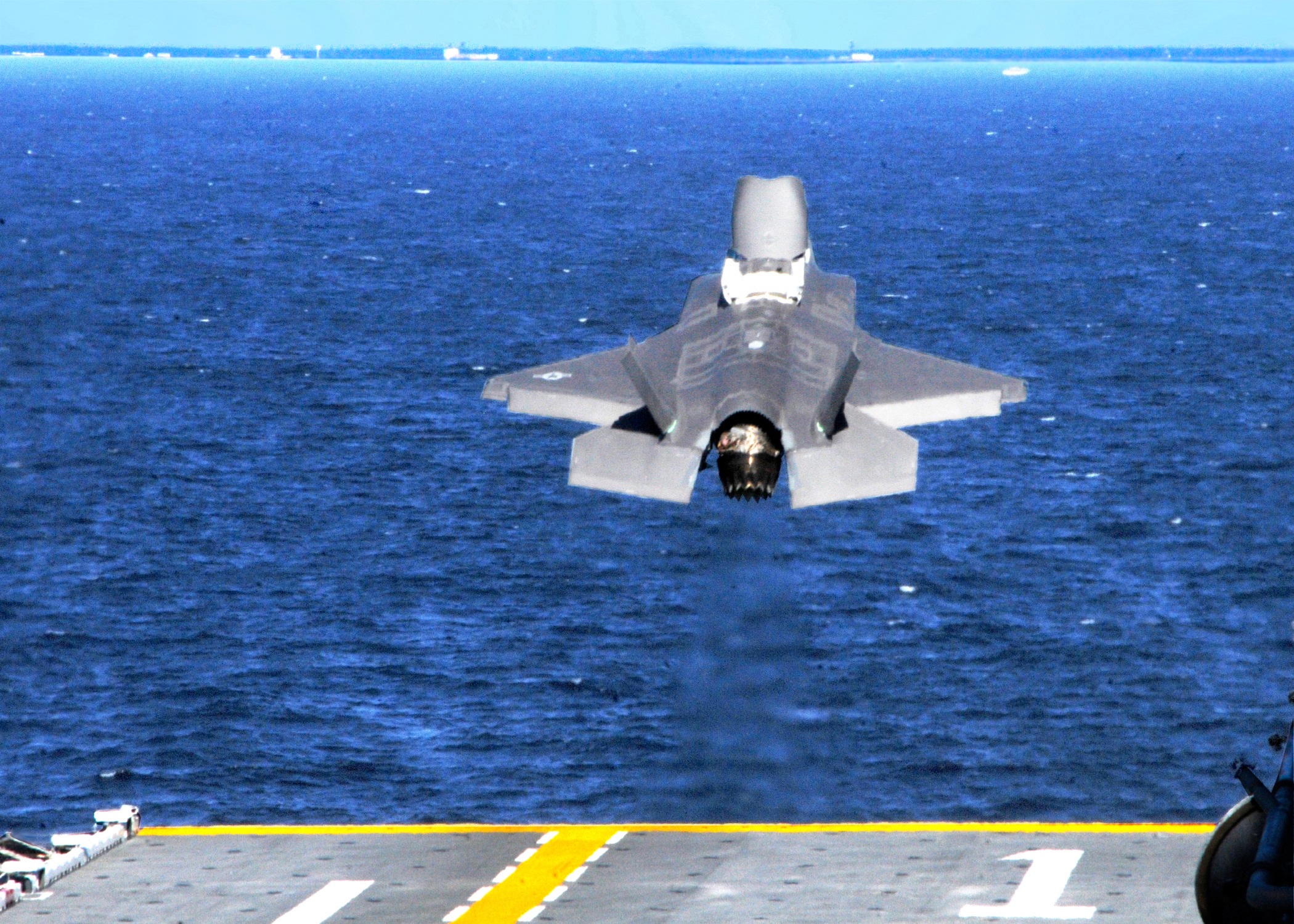
F35B,decolare scurtă(verticală)de pe un portavion din Oceanul Atlantic

### F-35A
F-35A este varianta cu decolare și aterizare convențională, fiind conceput pentru Forțele Aeriene ale SUA. Varianta A este cea mai mică în dimensiuni și totodată cea mai ușoară, cu suport până la 9g.

### F-35B
F-35B este varianta cu decolare scurtă și aterizare verticală, fiind conceput pentru Infanteria Marină a SUA. Este similar cu F-35A în dimensiuni, însă varianta B sacrifică o treime din volumul combustibilului pentru a putea găzdui ventilatorul adițional ce ajută la susținerea verticală a aeronavei. F-35B este limitat la 7g.

### F-35C
F-35C este varianta cu decolare și aterizare adaptată la sistemele portavioanelor, fiind destinată Forțelor Navale ale SUA. Varianta C prezintă cea mai mare anvergură a aripilor, fiind posibilă și plierea acestora pentru a reduce dimensiunile aeronavei atunci când este staționată. F-35C este limitat la 7,5g.

### F-35I
F-35I "Adir" este o modificare a variantei F-35A ce încorporează sistemele de război electronic ale Israelului, fiind destinată Forțelor Aeriene Israeliene.

## Utilizatori

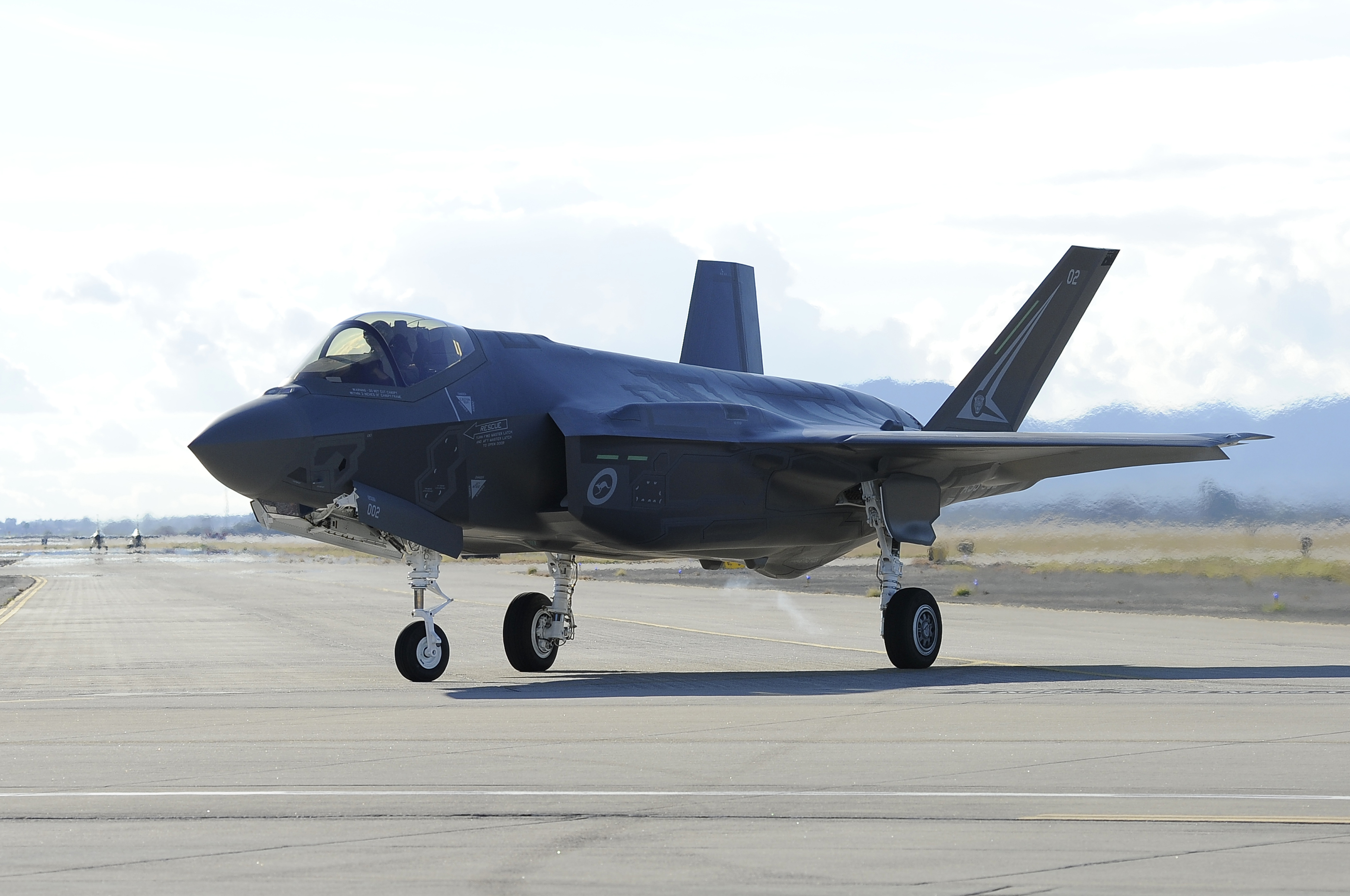
Un F-35 al Forțelor Aeriene Regale Australiene

### Comenzi aprobate
Australia
- Forțele Aeriene Regale Australiene - 63 F-35A primite din 72 comandate

 Canada
- Forțele Aeriene Regale Canadiene - Sunt planificate 88 F-35A

 Cehia
- Forțele Aeriene Cehe - 24 F-35A planificate

 Belgia
- Componenta Aeriană Belgiană - 1 F-35A primit din 34 F-35A planificate

 Danemarca
- Forțele Aeriene Daneze - 10 F-35A primite din 27 planificate

 Elveția
- Forțele Aeriene Elvețiene - 36 F-35A comandate

 Finlanda
- Forțele Aeriene Finlandeze - 54 F-35A comandate

 Germania
- Forțele Aeriene Germane - 35 F-35A comandate

 Grecia
- Forțele Aeriene Elene - 40 F-35A comandate

 Israel
- Forțele Aeriene Israeliene - 39 F-35I primite din 75 comandate

 Italia
- Forțele Aeriene Italiene - 17 F-35A primite din 60 planificate
- Forțele Navale Italiene - 3 F-35B primite din alte 15 planificate

 Japonia
- Forțele Aeriene de Autoapărare Japoneze - 27 F-35A primite din 105 F-35A și 42 F-35B comandate

 Coreea de Sud
- Forțele Aeriene ale Republicii Coreea - 40 F-35A primite. Încă 25 planificate

 Norvegia
- Forțele Aeriene Regale Norvegiene - 40 F-35A primite din 52 planificate

 Țările de Jos
- Forțele Aeriene Regale Olandeze - 39 F-35A primite din 52 comandate.

 Polonia
- Forțele Aeriene Poloneze - 32 F-35A comandate

 România
- Forțele Aeriene Române - 32 F-35A comandate în prima etapă. A doua etapă de 16 F-35A planificată.

 Singapore
- Forțele Aeriene ale Republicii Singapore - 12 F-35B comandate și 8 F-35A planificate

 Statele Unite ale Americii
- Forțele Aeriene ale SUA - 302 F-35A operaționale din 1763 planificate
- Forțele Navale ale SUA - 118 F-35C operaționale din 273 planificate
- Infanteria Marină a SUA - 57 F-35B operaționale din 353 F-35B și 67 F-35C planificate

 Regatul Unit
- Forțele Aeriene Regale și Forțele Navale Regale - 34 F-35B primite din 48 comandate.

### Comenzi posibile
Portugalia
- Forțele Aeriene Portugheze - program de achiziție început în aprilie 2024

### Comenzi revocate
Turcia
- Forțele Aeriene Turce - Au fost produse 4 aeronave F-35A dintr-o comandă de 30 de unități. SUA a blocat exportul către Turcia, iar aeronavele nu au mai fost trimise.

## Specificații (F-35B)

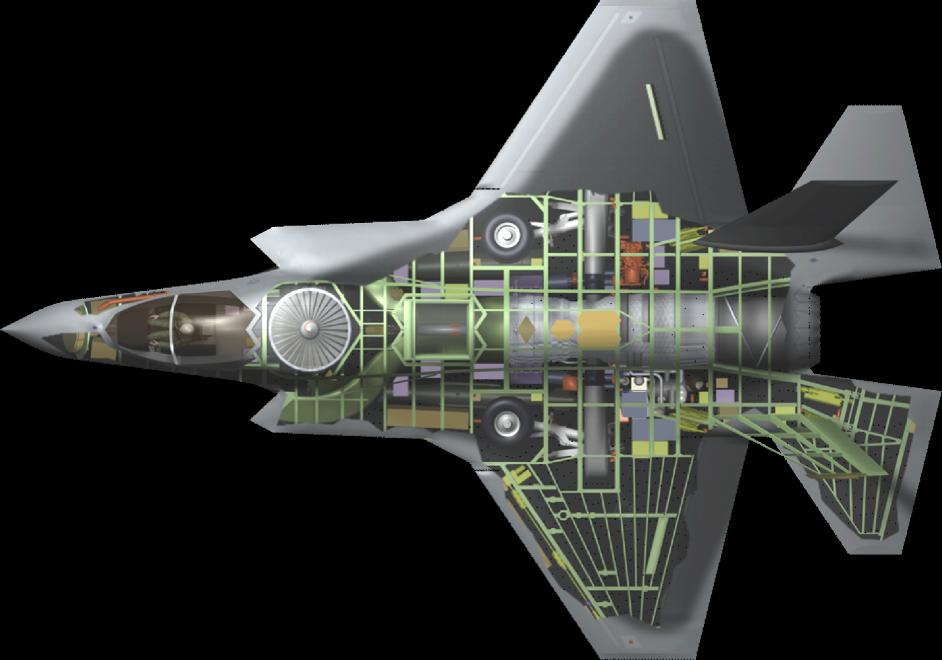
Secțiune printr-un F-35B

### Caracteristici generale
- Echipaj: 1
- Lungime: 15.6 m
- Anvergura aripii: 10.7 m
- Înălțime: 4.36 m
- Suprafață portantă: 42,7 m²
- Masa (gol): 14,729 kg
- Masa (echipat): 21,529 kg (fară combustibil)
- Masa maximă la decolare: 27,200 kg
- Motor: 1 × Pratt & Whitney F135 afterburning turbofan, (177 kN cu afterburner, 180 kN pentru decolare verticală)

### Performanțe
- Viteza maximă: Mach 1,6 (2.000 km/h)
- Raza de acțiune: 833 km (fară realimentare în zbor)
- Plafon operațional: 15.000 m
- Rata urcării: 200 m/s
- Încărcarea aripii: 446 kg/m²

### Armament
- 1 tun GAU-12/U 25 mm montat în interior cu 180 de lovituri la F-35A și cu 220 de lovituri la F-35B și F-35C.
- Armament aer-aer: rachete AIM-9 SIDEWINDER, AIM-120 AMRAAM, AIM-132 ASRAAM.
- Armament aer-sol: Joint Direct Attack Munition (JDAM) - 2,000 lb (910 kg), Joint Standoff Weapon (JSOW), Small Diameter Bombs (SDB), rachete anti-blindaj Brimstone, Cluster Munitions (WCMD) și AGM 88 HARM (High Speed Anti-Radiation Missile)

## Avioane comparabile
- Suhoi Su-57 (cunoscut și ca PAK-FA)
- F-22 Raptor
- HAL AMCA
- KAI KF-X
- Mikoyan LMFS
- Mitsubishi ATD-X
- Shenyang FC-31 (cunoscut și ca J-31)
- TAI TF-X
- Suhoi/HAL FGFA